# Lenguas de Birmania

Un mapa de los idiomas de Birmania.

En Birmania se hablan aproximadamente 100 idiomas. El birmano, hablado por dos tercios de la población, es el idioma oficial.
Las lenguas de las minorías étnicas pertenecen a cinco familias de lenguas: sino-tibetana, austroasiática, tai-kadai, indoeuropea y austronesia; así como una lengua de signos estándar de nivel nacional en desarrollo.

## Birmano
El birmano es la lengua nativa del pueblo Bamar, y de grupos sub-étnicos de los Bamar, así como la de algunas minorías étnicas, como el pueblo mon. Lo hablan unos 32 millones de personas como primer idioma, y 10 millones como segundo, de los cuales la mayoría son minorías étnicas o de países vecinos.
El birmano es una lengua sino-tibetana, perteneciente a la rama lolo-búrmica de las lenguas tibeto-birmanas. Es además la más hablada de las lenguas tibeto-birmanas y, de las sino-tibetanas, la segunda más común tras las lenguas siníticas. El birmano fue el cuarto idioma de la familia sino-tibetana que desarrolló un sistema de escritura, tras el chino, el tibetano y el tangut.

## Lenguas indígenas
Aparte del birmano y sus dialectos, los aproximadamente 100 idiomas hablados en Birmania incluyen el shan (Tai, hablado por 3,2 millones), las lenguas karénicas (habladas por 2,6 millones), el kachin (hablado por 900.000), varias lenguas kuki-chin (habladas por 780.000) y el mon (Mon-Jemer, hablado por 750.000).
Las instituciones no recomiendan el uso de idiomas minoritarios.
No está claro si existen uno o dos idiomas de signos.

## Inglés como segunda lengua
Hoy, el birmano es la principal lengua en la educación, y el inglés se enseña como segunda lengua. El inglés era la lengua prioritaria en la formación superior desde finales del siglo XIX hasta 1964, año en el que el general Ne Win obligó "burmanizar" el sistema educativo. El gobierno nacional sigue usando el inglés como lengua franca.